# Pourtalès (famiglia)

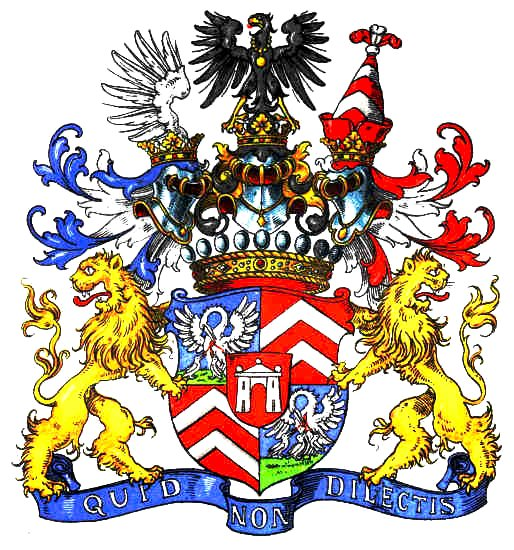
Stemma Pourtalès

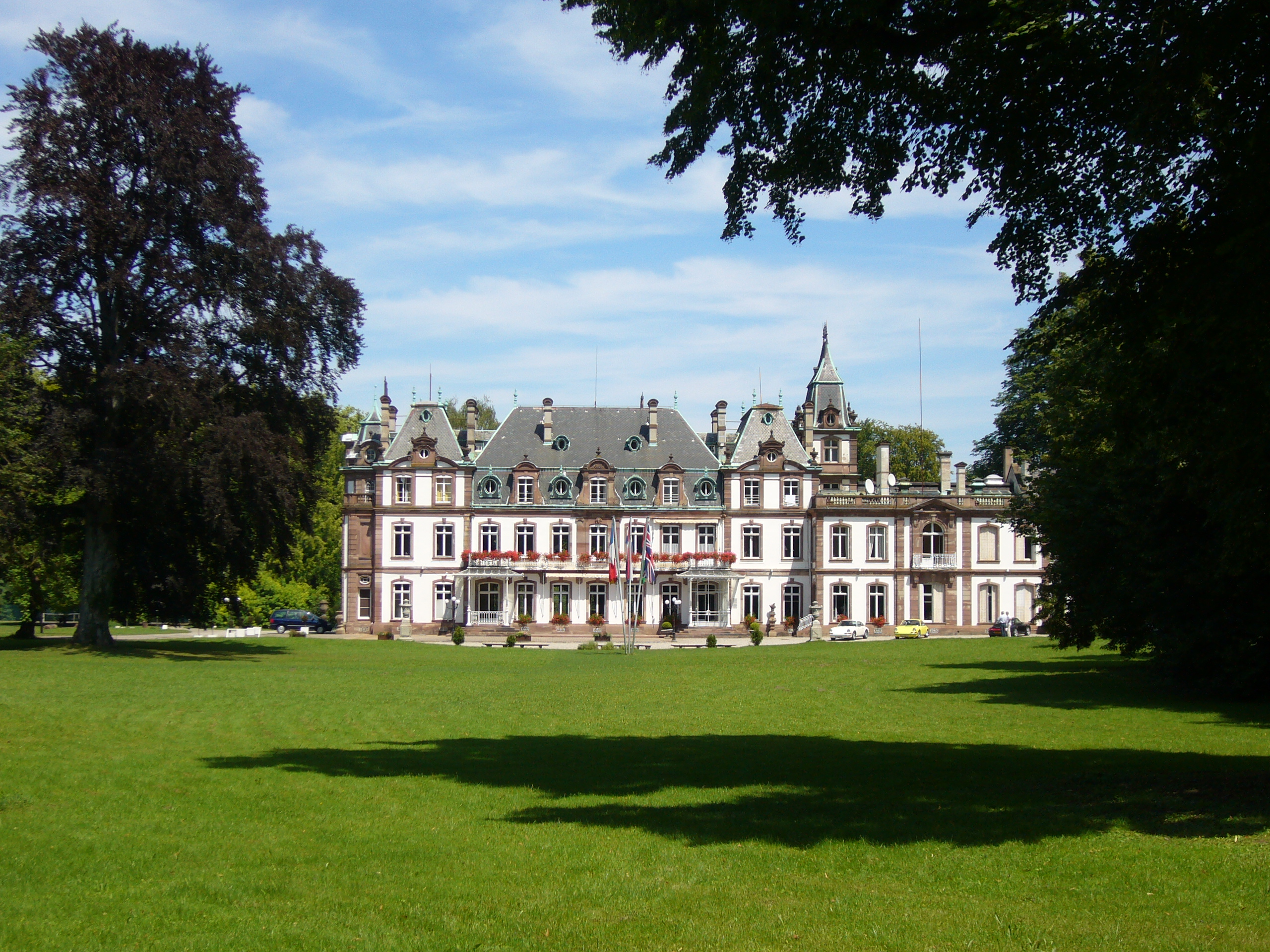
Strasburgo, Château de Pourtalès

Pourtalès (o de Pourtalès) è una famiglia francese protestante emigrata, dopo la revoca dell'editto di Nantes (1685), nel principato di Neuchâtel; nel 1707 quest'ultimo passò sotto la sovranità del re di Prussia. 
Per la sua fedeltà alla causa prussiana, nel 1815 la famiglia Pourtalès fu insignita del titolo comitale dal re Federico Guglielmo III.
La famiglia Pourtalès contò fra i suoi membri:
- Louis de Pourtalès (Neuchâtel 1773- 1848), presidente del Consiglio di Stato di Neuchâtel, e
- Albert Alexandre Pourtalès (Neuchâtel 1812 - Parigi 1861), ciambellano del re di Prussia, di cui divenne ambasciatore dapprima a Costantinopoli (1850) e poi a Parigi (1859).

## Genealogia parziale
Paul de Portalès (1628 - 19 marzo 1698) - sposò Marie Fabregues (c. 1630 - 7 maggio 1680):
1. Suzanne
2. Jeanne
3. Marie
4. Jacquette
5. Jean (21 ottobre 1648 - 7 agosto 1715) - sposò Suzanne Marie Molles (c. 1664 - 25 ottobre 1737):
  1. Suzanne (3 dicembre 1681 - dopo il 1708) - sposò Jean Viala: con discendenza;
  2. Grasinde (8 marzo 1683 - 7 novembre 1689)
  3. Jeanne (28 dicembre 1686)
  4. Etienne (1688 - 1703)
  5. Jean (1689 - 1739)
  6. Louis (25 gennaio 1692 - 23 dicembre 1751) - sposò Catherine Mazette (1676 - 1766):
    1. Anne (13 gennaio 1715 - giugno 1807)
    2. Marguerite (1716 - ?)
    3. Louis (1717)
    4. Henri Pierre (1718)
    5. Jean Jacques (1721 - 1764)
    6. Henri Jean (1724)

  7. François (1694)
  8. Pierre (1698)
  9. Jérémie (14 gennaio 1700 - 7 febbraio 1784), banchiere a Neuchâtel - sposò Esther de Luze (1695 - 1778):
    1. Jacques Louis, fondatore dell'Hôpital de Pourtalès (9 agosto 1722 - 20 marzo 1814) - sposò Rose Augustine Marie de Luze (6 gennaio 1751 - 5 febbraio 1791):
      1. Louis (14 maggio 1773 - 8 maggio 1848), sindaco di Boudevilliers, consigliere di Stato di Neuchatel e poi presidente del Consiglio, conte in Prussia e presidente della Camera di Commercio - sposò Sophie de Guy d'Audenger (1777 - 1854):
        1. Louis Auguste (1796 - 1870), conte e signore d'Ogrosen e Krensdorf - sposò Elisabeth de Sandoz-Rollin (1804 - 1868);
          1. Louis François (1823 - 1880)
          2. Jacques Alfred (1824 - 1889)
          3. Elisabeth (1826 - 1870) - sposò Karl Franz von Erlach (1810 - 1866)
          4. Charles Eugène (1828 - 1867)
          5. Jean Ernest (1829 - 1907)
          6. Caroline Mathilde (1832 - 1911) - sposò Frédéric de Watteville (1830 - ?)
          7. Isabelle (1835 - 1850)
          8. Maurice Pierre (26 marzo 1837 - 12 agosto 1908), presidente dell'ospedale de Pourtalès - sposò Anna de Schonberg (20 settembre 1834 - 24 luglio 1871); sposò, vedovo, Emilie de Pierre (28 ottobre 1845 - 4 settembre 1929): 
            1. (I) Albert Louis Maurice (13 aprile 1870 - 1952), conte e medico - sposò Geneviève Elisabeth Marie Louise de Blonay (18 febbraio 1871 - 8 marzo 1954):
              1. Marguerite (1898 - ?) - sposò Edouard Merian (1895 - ?): con discendenza;
              2. Marie (1900 - 1990)
              3. Guillaume (1902 - 1996) - sposò Antoinette Ceresole (5 ottobre 1905 - 30 maggio 1990): con discendenza;
              4. Ernest (1906 - 1990)
              5. Louis Albert (9 luglio 1910 - 21 aprile 1974) - sposò Jacqueline Line Beau (4 agosto 1910 - 29 giugno 1996): con discendenza;

            2. Anne Marguerite Marie (13 aprile 1870 - 1949) - sposò Jean Alexandre de Chambrier (6 marzo 1865 - 2 novembre 1935): con discendenza;
            3. (II) Léonie Marie (15 aprile 1875 - 22 giugno 1968) - sposò Louis Henri de Meuron (28 giugno 1868 - 30 luglio 1949), pittore: con discendenza;
            4. Edgar (1877 - 1956), conte - sposò Jeanne Elisabeth Anne de Montet:
              1. Maurice Louis Edgar (1904 - 1977)
              2. Jacques Ernest Emmanuel (1903 - 1955)
              3. Béatrice Jeanne Marie Henriette (1908 - 2003) - sposò Henri Edmond Canonne (1903 - 1996)

            5. Eric Louis (18 marzo 1891 - 3 ottobre 1985) - sposò Simone Marie Isabelle Giron (1894 - 1987), divorziando; sposò poi Solange Daviel de la Nézière (1896 - 1940)

          9. Sophie Adèle Augusta (5 luglio 1841 - 9 agosto 1919) - sposò Jean de Montmollin, colonnello dell'armata svizzera (2 giugno 1835 - 25 novembre 1930): con discendenza;
          10. un figlio (1845)

        2. Rose (1797 - 1798)
        3. Frédéric (1799 - 1882)
        4. Alphonse (1801 - 1830)
        5. Louise (1802 - 1849)
        6. Cécile (7 settembre 1804 - 26 marzo 1830) - sposò Charles Alexandre André de Perregaux (21 ottobre 1791 - 6 novembre 1837)
        7. Charles (6 giugno - 5 settembre 1806)
        8. Sophie (11 luglio 1807 - 5 marzo 1882) - sposò Alfred Denis Abraham de Rougemont (7 febbraio 1802 - 5 maggio 1868), banchiere: con discendenza;
        9. Alexandre Joseph (9 ottobre 1810 - 3 giugno 1883), conte in Prussia, signore di Radowesnitz e Weltrub - sposò Augusta Marie Elisabeth Saladin (14 maggio 1815 - 10 maggio 1885):
          1. Blanche Sophie (15 settembre 1836 - 22 settembre 1923) - sposò Gabriel Jean Neville (19 maggio 1825 - 26 gennaio 1864): con discendenza;
          2. Louise Elisabeth (25 settembre 1837 - 10 settembre 1906) - sposò Henri Frédéric Louis de Saussure (27 novembre 1829 - 20 febbraio 1905), naturalista: con discendenza;
          3. Auguste Frédéric (20 febbraio 1840 - 3 ottobre 1918), pittore
          4. Louis Arthur Léopold (5 dicembre 1842 - 1917)
          5. Maximilien Albert (31 marzo 1847 - 1933), conte - sposò Mina Justine Anne Constant de Rebecque (20 maggio 1854 - 14 marzo 1935)
          6. Hermann Alexandre (31 marzo 1847 - 28 novembre 1904), conte - sposò Marguerite Daisy Marcet (3 marzo 1857 - 19 dicembre 1888); sposò, vedovo, Helen Catherine Barbey (28 aprile 1868 - 1945):
            1. (I) Guy James (4 agosto 1881 - 12 gennaio 1941), scrittore - sposò Hélène Marcuard (1885 - 1964):
              1. Françoise (1912 - 2008)
              2. Raymond (1914 - 1940): con discendenza
              3. Rose (1919 - 1995)

            2. Raymond Lucien Edmond (7 agosto 1882 - 1914)
            3. Franck (1883 - 1885)
            4. Constance Catherine Henriette (9 dicembre 1884 - 26 dicembre 1973) - sposò Jules Jean Alfred Fossard de Saugy (1871 - 1924): con discendenza;
            5. Augusta Louise Marguerite (1886 - ?)
            6. Horace Casimir (30 novembre 1888 - 1970)
            7. (II) Irene Agnès (10 marzo 1892 - 19 marzo 1946) - sposò Dominique de Dietrich, barone (17 luglio 1892 - 24 febbraio 1963): con discendenza;
            8. Alix Hélene (10 marzo 1892 - ?)
            9. Jacqueline Marie (20 novembre 1893 - 19 gennaio 1918) - sposò Richard Augustin Pictet (9 settembre 1887 - 6 novembre 1975): con discendenza;

          7. Cécile Elisabeth (28 dicembre 1848 - 17 aprile 1930) - sposò Hermann Godefroy de Wesdehlen, conte (14 marzo 1837 - 25 luglio 1899): con discendenza;
          8. Augusta Alexandrine (12 ottobre 1850 - 1934)
          9. Marguerite Isabelle (14 agosto 1852 - 14 dicembre 1930) - sposò Edouard Henri Neville (14 giugno 1844 - 17 ottobre 1926): con discendenza;

      2. Charlotte (1775 - 1780)
      3. James Alexandre (28 novembre 1776 - 24 marzo 1855), signore di Gorgier e conte in Prussia - sposò Anne Henriette Falconnet de Palézieux (23 ottobre 1792 - 16 dicembre 1836):
        1. Elisa Calixte (27 marzo 1810 - 23 giugno 1877) - sposò Charles Alexandre de Ganay (29 aprile 1803 - 4 gennaio 1881), ministro plenipotenziario
        2. Cécile (20 giugno 1812 - 30 giugno 1833) - sposò Rodolphe Emile Adolphe de Rougemont (1805 - 1844)
        3. Henri (5 febbraio 1815 - 31 luglio 1876) - sposò Anne Marie d'Escherny (11 settembre 1820 - 7 agosto 1901):
          1. Arthur (1844 - ?):
            1. Jenny Bertha (1871 - ?)

        4. Charles (3 maggio 1816 - 30 settembre 1871)
        5. Jacques Robert (15 aprile 1821 - 3 settembre 1874), conte de Pourtalès, sindaco di Saint-Cyr-sous-Dourdan, deputato di Seine-et-Oise - sposò Adéle Anne Hagermann (26 gennaio 1825 - 12 ottobre 1898):
          1. Jacques Albert (27 marzo 1847 - 16 ottobre 1934),
          2. Cécile Célestine (26 marzo 1850 - 7 marzo 1920), contessa - sposò Alfred d'Amboix de Larbont (4 marzo 1841 - 15 dicembre 1926): con discendenza;
          3. Mathilde Jeanne (24 novembre 1854 - 1 giugno 1934) - sposò Gustave d'Adelsward (5 novembre 1843 - 17 novembre 1895)

        6. Edmond (6 aprile 1828 - 23 marzo 1896), conte - sposò Louise Sophie Mélanie Renouard de Boussière (26 marzo 1836 - 5 maggio 1914):
          1. Jacques Alfred Edmond (8 maggio 1858 - 15 febbraio 1919)
          2. Paul Charles Edmond (12 settembre 1859 - 26 ottobre 1933), conte e capitano di cavalleria - sposò Marguerite Françoise Cottier (22 ottobre 1864 - 23 marzo 1935):
            1. Louise Jacqueline (17 febbraio 1885 - 21 giugno 1979), contessa - sposò Roger d'Amboix de Larbont (28 novembre 1876 - 1 dicembre 1963): con discendenza;
            2. Simone Mélanie Christiane (10 settembre 1888 - 24 maggio 1977)
            3. Jean Hubert Luc (17 ottobre 1891 - 30 giugno 1954), banchiere - sposò Madeleine Hottinguer (1900 - 1995):
              1. altri tre figli
              2. François (15 aprile 1921 - 23 settembre 2003): con discendenza;
              3. Jacques Louis Henri Paul (21 aprile 1922 - 25 aprile 1944)
              4. Constance (22 giugno 1923 - 7 marzo 2020)
              5. Etienne (22 giugno 1823 - 12 febbraio 2020): con discendenza;

            4. Edmond Hélie Paul (1896)

          3. Hubert Louis Edouard Edmond (5 gennaio 1863 - 29 aprile 1949) - sposò Marguerite Malvinne Henriette de Shickler (18 gennaio 1870 - 27 gennaio 1956):
            1. Beatrix Jeanne Marguerite (21 gennaio 1892 - 24 marzo 1987)
            2. Max Arthur Hubert (25 novembre 1893 - 5 febbraio 1935) - sposò Andrée Cecile Marie Antoinette de Luze (18 febbraio 1902 - 1 novembre 1976):
              1. Rose-Marie (10 maggio 1927 - 22 dicembre 2009)
              2. Christian Hubert (18 ottobre 1908 - 11 giugno 2018)

            3. Jeanne Mélanie Henriette Agnès (28 aprile 1897 - 19 settembre 1984) - sposò Guy Louis René de Cazenove (30 giugno 1894 - 1 agosto 1979): con discendenza;
            4. Louis Jacques Fernard Hubert (6 maggio 1905 - 2 settembre 1944): con discendenza;

          4. Mélanie Berthe Elisabeth (10 febbraio 1867 - 17 marzo 1952)
          5. Mélanie Agnès (3 giugno 1870 - 10 maggio 1930) - sposò Loys de Chandieu, marchese

      4. Jules Henri Charles Frédéric (28 febbraio 1779 - 30 gennaio 1861), signore di Tloskau, de Lischna et de Kirchberg, conte in Prussia - sposò Marie Louise Elisabeth de Castellane-Norante (12 gennaio 1793 - 26 febbraio 1881):
        1. Albert Alexandre (10 settembre 1812 - 18 dicembre 1861), ministro di Prussia a Parigi - sposò Anne Friederike Cacile Ida Theodora von Bethmann-Hollweg (24 febbraio 1827 - 10 luglio 1892):
          1. Elisabeth (1847 - 1866)
          2. Konstanze Josephine Mathilde Wilhelmine Hélène (7 maggio 1849 - 13 dicembre 1940)

        2. Guillaume Albert (7 giugno 1815 - 1 settembre 1889) - sposò Charlotte Maltzan (20 dicembre 1827 - 12 aprile 1861):
          1. Louise (1849)
          2. Jeanne (1850 - 1883)
          3. Jacob Louis Frédéric Guillaume Joachim (1853 - 1928), ambasciatore
          4. Rosa Marguerite Guillemette Mathilde Augusta (1855 - 1920)

      5. Pierre Edouard (1780 - 1781)
      6. Adèle (1787 - 1789)

    2. Henri, conte di Pourtalès (1726-1796) - sposò Henriette de Tribolet Hardy (5 gennaio 1722 - 20 febbraio 1816):
      1. Samuel Henri (1 aprile 1759 - 31 marzo 1810) - sposò Marie Anne Charlotte Petitpierre (15 settembre 1764 - 10 febbraio 1842):
        1. Charlotte Henriette (21 giugno 1788 - 7 novembre 1876) - sposò Jean Jacques François Vaucher (8 ottobre 1782 - 11 novembre 1818): con discendenza;
        2. Sophie Marianne (20 giugno 1792 - 16 aprile 1877) - sposò Charles Auguste de Pury (7 agosto 1788 - 1 aprile 1861): con discendenza;

      2. Jacques Louis, conte (31 gennaio 1761 - 24 agosto 1835) - sposò Julie Esabeau de Sandol-Roy (1758 - 1788); sposò poi Marie Henriette Salomé de Boyve (1772 - 1866):
        1. (II) Caroline Henriette Louise (23 luglio 1791 - dicembre 1863)
        2. Adélaide Marianne Adèle (31 luglio 1792 - 12 giugno 1874)
        3. Rosalie Charlotte Henriette (18 marzo 1794 - 13 giugno 1876) - sposò Louis Perrot (1785 - 1865): con discendenza;
        4. Olympe (19 aprile 1797 - 2 marzo 1868)
        5. Adolphe (16 giugno 1800 - 4 novembre 1880) - sposò Julie Elisabeth von May (1809 - 1831); sposò poi Jeanne-Françoise Philippine Bovet (5 novembre 1807 - 10 maggio 1879):
          1. Alphonse (10 marzo 1838 - 1926) - sposò Eugénie Elisa Emma Morel-Fatio (6 gennaio 1847 - 16 novembre 1870):
            1. Marguerite (25 ottobre 1868 - 1922)
            2. Alice Emma (5 novembre 1870 - 1950) - sposò Alfred Emile Léon Tavel (24 luglio 1861 - 1921): con discendenza;

          2. Emma Jeanne Sophie (14 maggio 1839 - 29 dicembre 1905) - sposò Edouard Jean Barde (3 ottobre 1836 - 23 ottobre 1904): con discendenza;
          3. James (14 luglio 1841 - 1859)
          4. Oscar (16 dicembre 1845 - 1847)

        6. Edouard (1 gennaio 1802 - 1 luglio 1885)
        7. Georges (2 febbraio 1804 - 30 marzo 1863)

      3. Paul (1763 - 1766)
      4. Paul Gabriel (1766 - 1856) - sposò Joséphine Guibert (1770 - ?):
        1. Henriette (1794 - 1877)
        2. Jenny (1795 - 1885)
        3. Sophie Frédérique (1801 - 1896)
        4. Marie Henriette (1816 - 1904) - sposò Louis Philippe de Pierre (1805 - 1889): con discendenza;

  10. Etienne (1703)
  11. Paul (18 marzo 1706 - 27 agosto 1742) - sposò Catherine Dumoustier de Vatre (3 giugno 1711 - 3 novembre 1748):
    1. André Paul (20 maggio 1742 - 15 agosto 1825) - sposò Marie Eugène Joseph Denoiseux (17 febbraio 1737 - 1771):
      1. Victoire Joseph (6 novembre 1767 - prima del 2 ottobre 1854) - sposò Jean-Baptiste François Bourgeois (21 ottobre 1764 - 8 ottobre 1854): con discendenza;
      2. Rosalie Jeanne (1769 - ?)
      3. André Georges Joseph
      4. Fébronie Victoire (1771)

    2. Loys Théophile
    3. Julie